# Le Rire du sergent
Singles de Michel Sardou
J'habite en France
(1970) Bonsoir Clara
(1972)
Le Rire du sergent est une chanson française de 1971, composée par Jacques Revaux, coécrite par Yves Dessca  et Michel Sardou, et interprétée par Michel Sardou. Elle valut à ce dernier un disque d'or en 1972.
Dans Le Rire du sergent, un jeune conscrit se moque de son sergent homosexuel qui a obtenu ses galons du « capitaine des dragons » en « chantant simplement quelques chansons d'amour ». La chanson, antimilitariste à l'origine, a été parfois perçue comme étant homophobe.
Dans son autobiographie Et qu'on n'en parle plus, parue en 2009, Michel Sardou explique qu'« au moment de déclarer ma profession, j'annonçai "artiste" et, comme partout, lorsqu'on est artiste et un artiste inconnu, on fait forcément un métier de pédé. […] Vous savez maintenant que Le Rire du sergent n'était ni une attaque, ni une revanche. Le "pédé", c'était moi. »

## Remarques
- Le grade de sergent n'existe pas dans un régiment de dragons ; il s'agit d'un maréchal des logis.

- Depuis fin 1970, la durée du service militaire était seulement 12 mois[5]. Le service de Michel Sardou, ayant eu lieu avant 1969, avait duré 18 mois au lieu de 16, car il était rabiste[réf. nécessaire].

## Classements

### Classements hebdomadaires
| Classement (1971-1972)                  | Meilleure place |
| --------------------------------------- | --------------- |
| Belgique (Wallonie Ultratop 50 Singles) | 6               |
| France (CIDD)                           | 1               |